# Cantonul Tournan-en-Brie
Cantonul Tournan-en-Brie este un canton din arondismentul Melun, departamentul Seine-et-Marne, regiunea Île-de-France , Franța.

## Comune
- Châtres
- Chaumes-en-Brie
- Courquetaine
- Favières
- Gretz-Armainvilliers
- Liverdy-en-Brie
- Ozouer-le-Voulgis
- Presles-en-Brie
- Tournan-en-Brie (reședință)